# Myrmeciinae
Myrmeciinae is een subfamilie uit de familie Formicidae. Soorten uit deze subfamilie komen voornamelijk voor in Australië en in Nieuw-Caledonië. De vrouwelijke werkmieren uit deze subfamilie zijn in staat om nageslacht te produceren binnen de kolonie zelfs als de koningin overleden is. Oorspronkelijk bestond de subfamilie enkel uit het geslacht Myrmecia maar Ward & Brady rekenen in 2003 twee geslachtengroep en vier geslachten tot de Myrmeciinae. In 2006 werden er door Archibald drie geslachten, een  vormgeslacht en negen soorten tot de subfamilie gerekend.

## Geslachtsgroepen en geslachten
- Geslachtsgroep Myrmeciini Emery, 1877
  - Myrmecia (Buldogmieren) Fabricius, 1804
- Geslachtsgroep Prionomyrmecini Wheeler, 1915
  - Nothomyrmecia Clark, 1934
  - †Prionomyrmex Mayr, 1868
- Geslachtsgroep incertae sedis
  - †Archimyrmex Cockerell, 1923
  - †Avitomyrmex Archibald, Cover & Moreau, 2006
  - †Macabeemyrma Archibald, Cover & Moreau, 2006
  - †Ypresiomyrma Archibald, Cover & Moreau, 2006
- Vormgeslacht
  - †Myrmeciites Archibald, Cover & Moreau, 2006